# Rhaban Straumann
Rhaban Straumann (* 29. Mai 1972) ist ein Schweizer Schauspieler, Satiriker und Autor. Er lebt in Olten im Kanton Solothurn, Schweiz.

## Leben
Straumann absolvierte von 1993 bis 1995 in Zofingen die Lehrerausbildung und arbeitete von 1995 bis 1999 als Leiter der Arbeitsstelle Blauring & Jungwacht Kanton Solothurn in Olten. In dieser Zeit bildete er sich berufsbegleitend zum Theaterpädagogen und Schauspieler weiter. Von 1999 bis 2001 besuchte er in Zürich die Schule für Theater, Mime und Tanz Comart.
Als Mitbegründer des Theaters Ni, mit Inszenierungen wie der Aufführung von Porträt eines Planeten von Friedrich Dürrenmatt 2002 in Langenthal und mit zahlreichen eigenen Produktionen gehört Rhaban Straumann zu den Akteuren der freien Theaterszene im Kanton Solothurn.
Als Autor und Kabarettist hat Straumann Figuren geschaffen, die er in komischen und satirischen Szenen präsentiert. Seit 2006 führt er zusammen mit dem Schauspieler Matthias Kunz aus Bern im Satirikerduo Strohmann-Kauz Kabarett- und Theaterstücke auf, von denen Landfroue-Hydrant und Weidmannsheil! lange gezeigt wurden. Die Produktion ungerdüre nach einem Text von Pedro Lenz und andere Werke ergänzen das Repertoire. In Olten hat das Duo seit 2012 mit einer satirischen Stadtführung und andern Auftritten der Figuren Ruedi & Heinz Erfolg. 2012 initiierten die beiden Künstler den kulturellen Adventskalender 23 Sternschnuppen in Olten.
Rhaban Straumann realisiert Tourneen, Auftritte und Lesungen mit verschiedenen Musikern, vor allem mit dem Pianisten Roman Wyss aus Olten, mit dem zusammen er unter anderem seine Ges(t)ammelten Werke und seit 2007 das Abendprogramm Nachtfieber ausführt. Im Programm Zeitschnipsel unterstützt sie der Berner Jazzmusiker Werner Hasler.

## Auszeichnungen
- 2004: Werkjahrbeitrag Kantons Solothurn[2]
- 2009: Anerkennungspreis der Stadt Olten[3]
- 2014: Preis für Schauspiel des Kantons Solothurn[4]
- 2015: Förderpreis Regiobank, Kategorie Schreiben und Schauspiel[5]

## Publikationen
- Chäschpu, Balz & Meuch. Ein Dreikönigsspiel. Verlag Textwerkstatt, Olten 2007.
- Ungerdüre. Pedro Lenz schickt Strohmann-Kauz in den Berg. Hörbuch. Knapp, Olten 2008.
- Ges(t)ammelte Werke. Knapp, Olten 2010.
- Wolken melken. Knapp, Olten 2014.